# Johannes Reinarz

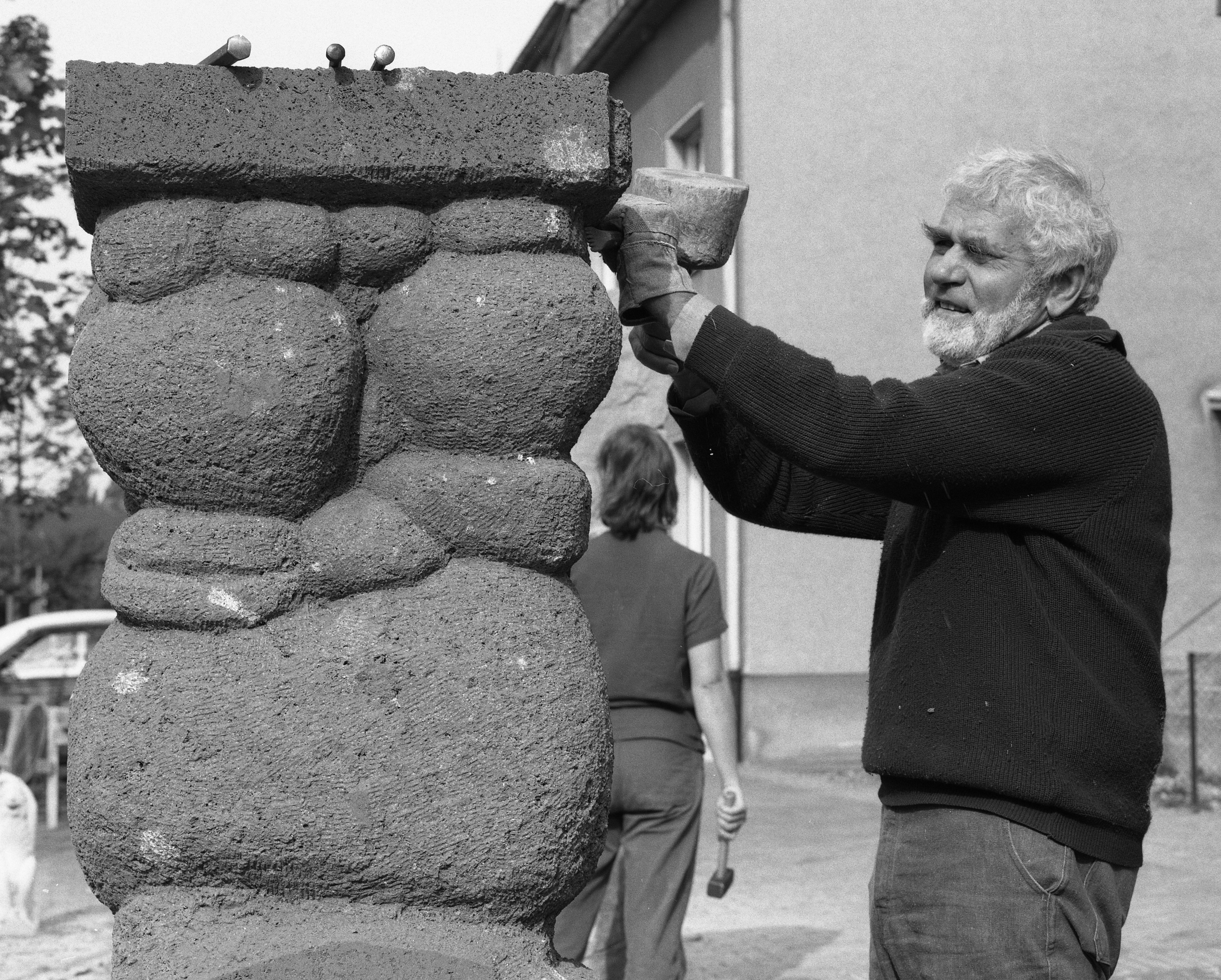
Johannes Reinarz, Bildhaueraktion am Kulturzentrum Hartberg, Bonn-Duisdorf, 1984

Johannes Reinarz (* 5. März 1920 in Bad Honnef; † 4. November 2004 in Avignon) war ein deutscher Bildhauer und Kunstmaler aus dem Rheinland. Bekannt wurde er vor allem als Gründungsmitglied und Vorsitzender der Bonner Künstlergruppe Semikolon (1968–1988) und durch die Ergründung des Wesens der „Balustrade“ (statisches Bauelement) mit künstlerischen Mitteln.

## Leben
Johannes Reinarz kam 1920 als erster von zwei Söhnen des Schreiners Adolph Reinarz und seiner Ehefrau, Cäcilia Reinarz, geb. Köpp zur Welt. Kindheit und Jugend verbrachte er in Bad Honnef, wo er 1937 auch seine Lehre als Maler und Anstreicher bei der Firma Neunkirchen & Walkembach mit dem Gesellenbrief abschloss. 1939 wurde er zum Militär eingezogen und kehrte 1945 körperlich unversehrt vom Krieg aus Russland zurück.

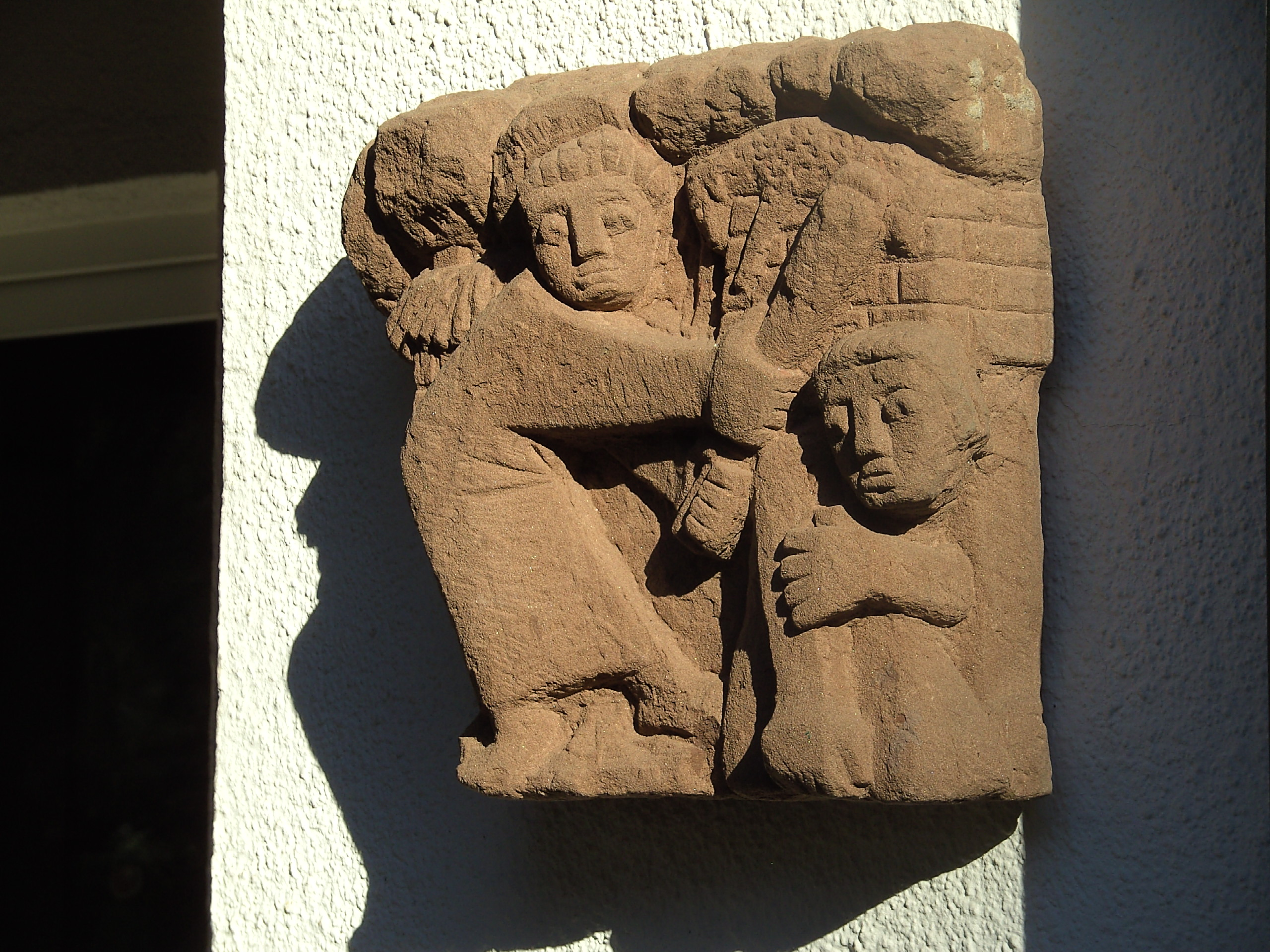
„Kain und Abel“, Sandsteinrelief, 1961

Als Assistent des Steinmetz Anton Stockheim beteiligte er sich am Aufbau der Kölner Werkschulen und begann dort im Herbst 1947 als einer der ersten Schüler sein Studium der Bildhauerei bei Wolfgang Wallner. Im gleichen Jahr heiratete er Ingeborg Stein, eine Telefonistin, die er während des Krieges durch die Vermittlung von Heimattelefonaten kennengelernt hatte und die aus Schlesien geflüchtet war. Den Lebensunterhalt verdiente er sich durch Gelegenheitsarbeiten bei der Köln-Bonner-Eisenbahn mit dem Austausch von Bahnschwellen und Anstreichen von Güterwaggons. Nach dem Abschluss seines Studiums 1952 lässt sich seine erste Schaffensperiode bis etwa 1965 festlegen. Sie war noch stark durch die Erlebnisse des Krieges geprägt und brachte sakrale Kunstwerke aus Stein und Holz für Kirchen, Klöster sowie als Denkmäler hervor, die durch ihre Nüchternheit und klaren Form beeindruckten. 1960 zieht die Familie aus einer Mansardenwohnung der Linzer Straße 41 von Bad Honnef nach Witterschlick, Kirchweg 32, bei Bonn. Hier bezieht die mittlerweile sechsköpfige Familie einen geräumigen Bungalow mit großzügigem Atelier, den er selbst entworfen und weitgehend eigenhändig gebaut hat.
In der zweiten Schaffensperiode von 1966 bis 1988 wandte er sich als freischaffender Künstler unter dem Einfluss der gesellschaftlichen Veränderungen der 68er wieder mehr der Lebenslust und der Gemeinschaft zu. Er war Initiator und zusammen mit Alf Bayrle, Christoph Fischer, Alexander Opaska, Franz Josef Osterloh und Peter Wartenberg Gründungsmitglied der Bonner Künstlergruppe Semikolon; bis 1988 war er ihr Vorsitzender. Zusammen mit der Künstlergruppe gestaltete er nach dem Grundsatz von Joseph Beuys’ „Jeder Mensch ist ein potentieller Künstler“ seine „soziale Plastik“, öffnete das private Atelier und machte es zum „Kulturzentrum“, um so jedem Menschen die Möglichkeit zu geben, in Kursen und unter persönlicher Anleitung seine schöpferischen Kräfte künstlerisch zu entfalten. Bis heute sieht sich die Gruppe Semikolon diesem Ansatz verbunden und bietet entsprechende Kurse und Veranstaltungen für jedermann/frau an. In dieser Zeit differenzierte sich auch seine künstlerische Handschrift, indem er sich mehr und mehr von einer gegenständlichen Darstellung abwandte, abstrakte Ausdrucksformen fand und sowohl mit vielfältigen Materialien als auch Techniken experimentierte.
1986 begann Reinarz mit den Ankauf eines kleinen Anwesens in der Provence seine dritte und letzte Schaffensperiode, die bis 2004 währte. Unter dem Eindruck der mediterranen Bauweise befreite er die „Balustrade“ ihrem Massendasein als architektonischem Stützelement und machte sie zum exklusiven Gegenstand seiner persönlichen Aufmerksamkeit. Indem er ihr in Bild und Plastik bis zum Schluss seines Lebens unzählige individuelle Ausdrucksformen verlieh, ergründete er künstlerisch ihr Wesen und schuf so ein einzigartiges Abbild der Vielfalt menschlichen Daseins.
Johannes Reinarz starb am 4. November 2004 in Avignon und wurde in Witterschlick beigesetzt. Er hinterließ eine Tochter sowie vier Söhne; Titus Reinarz, sein ältester Sohn, hat die künstlerische Ader der Familie als Bildhauer mit eigener Form und Ausdruckskraft erfolgreich fortgesetzt.

## Werk
Das künstlerische Lebenswerk von Johannes Reinarz ist eingebettet in eine Grundhaltung der Menschlichkeit und verankert in den christlichen Tugenden Glaube, Liebe, Hoffnung. Er ist Zeitgenosse und bekannt mit dem Literatur-Nobelpreisträger Heinrich Böll gewesen und wuchs als Rheinländer in der kleinstädtischen Gemeinschaft von Bad Honnef auf, die ihn durch katholische Jugendgruppen christlich geprägt hat und bereits 15-jährig zu einer Wallfahrtsreise nach Rom führte. Auf dieser Fahrt beeindruckten ihn -neben der Generalaudienz von Papst Pius XI- an zahlreichen Bauwerken ein architektonisches Element: die „Balustrade“, die in ihrer stützenden, rundlich weichen Form einer menschlichen Gestalt ähnelt. Während seiner letzten Schaffensperiode erinnerte er sich unter dem mediterranen Einfluss der Provence wieder an sie, und er nahm sie sich zum Modell, um ihr durch seine künstlerische Transformation eine lebendige, manchmal menschliche Gestalt zu geben und eine Seele einzuhauchen. Es entstanden fantasievolle, skurrile Gestalten und witzige Formen in verschiedenen Größen, für drinnen und draußen. – Wie keinem anderen Künstler ist es ihm dadurch gelungen, das Wesen der „Balustrade“ künstlerisch zu ergründen und zur Geltung zu bringen.
So legen seine kunstvollen „Geschöpfe“ immer Zeugnis davon ab, wie er die materielle Realität persönlich wahrgenommen, erlebt und zu seiner eigenen Wirklichkeit verarbeitet hat, um sie schließlich entschärft oder pointiert dem Betrachter als wahrhaftiges Kunstwerk und als Geschenk zurückzugeben.
Hierbei waren seiner Fantasie keine Grenzen gesetzt und er benutzte für seine Schöpfungen zahlreiche Materialien und Techniken, sodass ihre Ausdrucksformen vielgestaltig und keinem Kunststil zuzuordnen sind. Eher erscheinen sie in ihrer vitalen Ausdruckskraft und ihren organischen Formen als Repräsentanzen seines Charakters und Lebensstils, mit denen er zum Betrachter und Kunstliebhaber spricht. Zitat: „Die meisten meiner Werke entstehen spontan, aus reiner Emotion ohne Ratio und kausalem Zusammenhang. Es bleibt anderen überlassen, mich und meine Arbeit zu interpretieren“. So zeugen seine Werke von einer ungebrochenen, kindlich verspielten Lebensfreude und unerschöpflichen Schönheit des Lebens sowie von einer erotischen Lebenslust, die mit viel Humor den Respekt und die Achtung vor der menschlichen Kreatur und göttlichen Schöpfung niemals verliert.

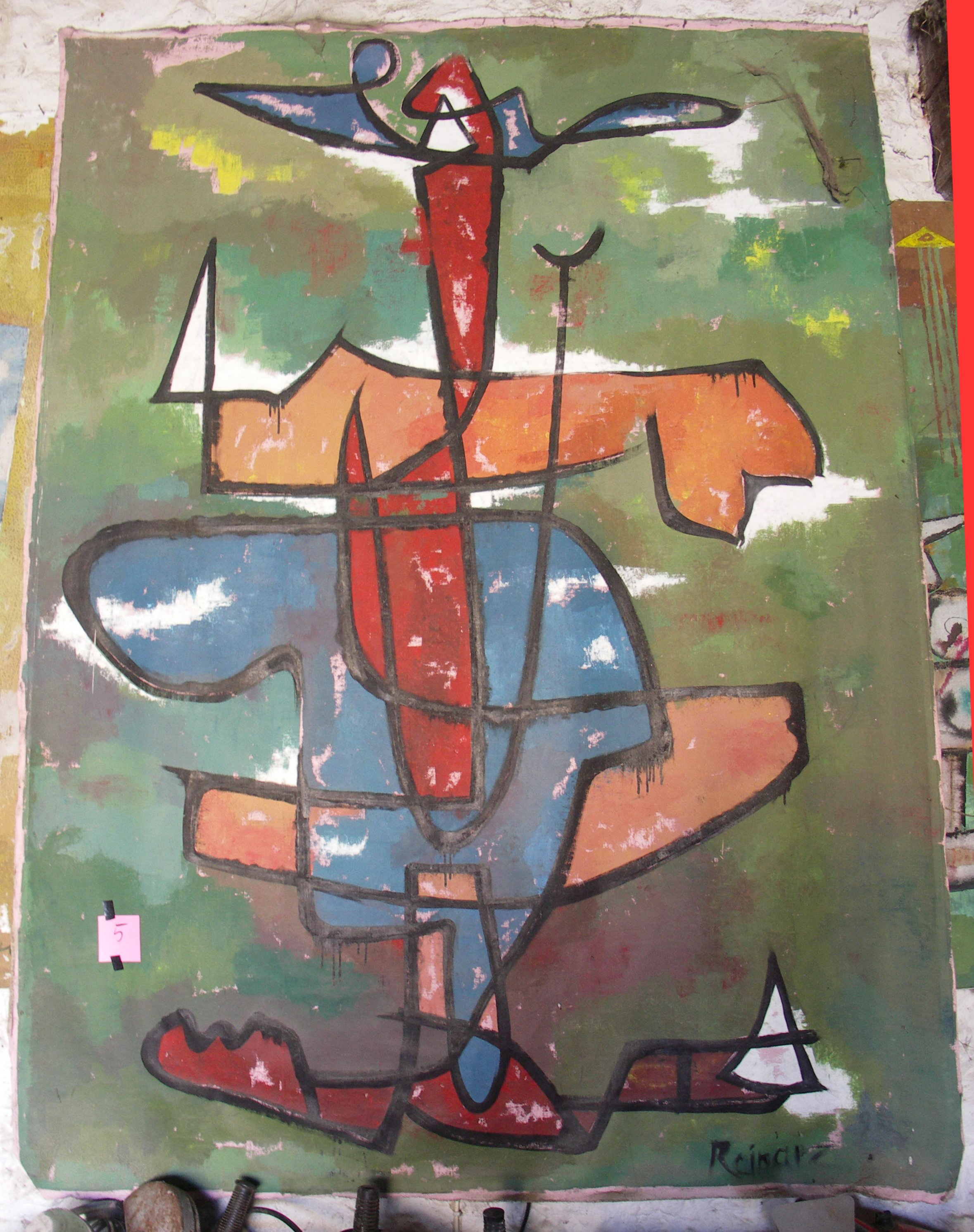
Torero I, Acryl auf Leinwand, 210 × 150, 1995

Ein großer Teil des Nachlasses befindet sich in Privat- und Familienbesitz.

## Ausstellungen

### Einzelausstellungen
- Galerie Kreuz, Paris
- Galerie Blome, Wanne-Eickel
- Galerie der Rahmen, Lüdenscheid
- EVBK Europäische Vereinigung Bildender Künstler aus Eifel und Ardennen
- Kunstkammer Manebrügge, Antwerpen
- Galerie SEMIKOLON, Bonn-Duisdorf
- Galerie Henkel, Essen und Düsseldorf
- Van Straaten Galerie, Chicago USA
- Galerie Koczorek, Mülheim Ruhr
- Stadtgalerie, Velbert
- 1985 zum 65. Geburtstag von Johannes Reinarz, im Kulturzentrum Hartberg, Bonn-Duisdorf; „AUSSTELLUNG MIT FRÜHSTÜCK“, im Haus an der Redoute, Bad Godesberg
- 1995 zum 75. Geburtstag von Johannes Reinarz, Jubiläumsausstellung im Kulturzentrum Hartberg, Bonn-Duisdorf
- 1997 „Neue Arbeiten“ von Johannes Reinarz, Kulturzentrum Hartberg, Bonn-Duisdorf
- 1995 – 2004 Diverse Ausstellungen in der Provence, die seit 1988 seine 2. Heimat war
- 2005 zum Tod von Johannes Reinarz, Gedächtnisausstellung der Künstlergruppe SEMIKOLON, im Kulturzentrum Hartberg, Bonn-Duisdorf
- 2010 Gedenkausstellung zum 90. Geburtstag, Alfter-Witterschlick
- 2020 Gedenkausstellung zum 100. Geburtstag, Bad Honnef

### Ausstellungen mit der Bonner Künstlergruppe SEMIKOLON
- 1967 Aula der Kreisberufsschulen, Bonn
- 1968 Gründungs-Ausstellung der Künstlergruppe SEMIKOLON, Studio der Beethovenhalle, Bonn
- 1969 „Graphik, Malerei, Plastik“ im Kurhaus Bad Honnef
- 1970 Ausstellung in Villemomble, Paris; Kölner Messehallen
- 1971 Landesmuseum, Bonn; Haus an der Redute, Bad Godesberg; Forum Essen; Funkhaus Hannover
- 1972 Ausstellung „Große Formate“, und „Kleine Formate“ im Haus an der Redoute; Kölner Kunstkaleidoskop; Kinderforum der Universität Bonn
- 1974 Austausch-Ausstellung mit polnischer Künstlergruppe in Warschau, Haus des Künstlerbundes
- 1980 Ausstellung BILDSTÖCKE im Haus an der Redoute, Bad Godesberg
- 1981 im Kunstzentrum Krausfeld (heute Frauenmuseum Bonn)

Die Liste der Ausstellungen ist nicht vollständig.

### Kunstwerke in kath. Kirchen
Altar und Altarkreuz, Kreuzgang, Taufdeckel, Osterleuchter, Tabernakel und Türklinken befinden sich unter anderem in folgenden Kirchen:
- Köln-Höhenhaus, Heilige Familie
- Alfter-Witterschlick, Sankt Lambertus
- Volmershoven-Heidgen, Sankt Maria Hilf

### Kunstwerke im öffentlichen Raum

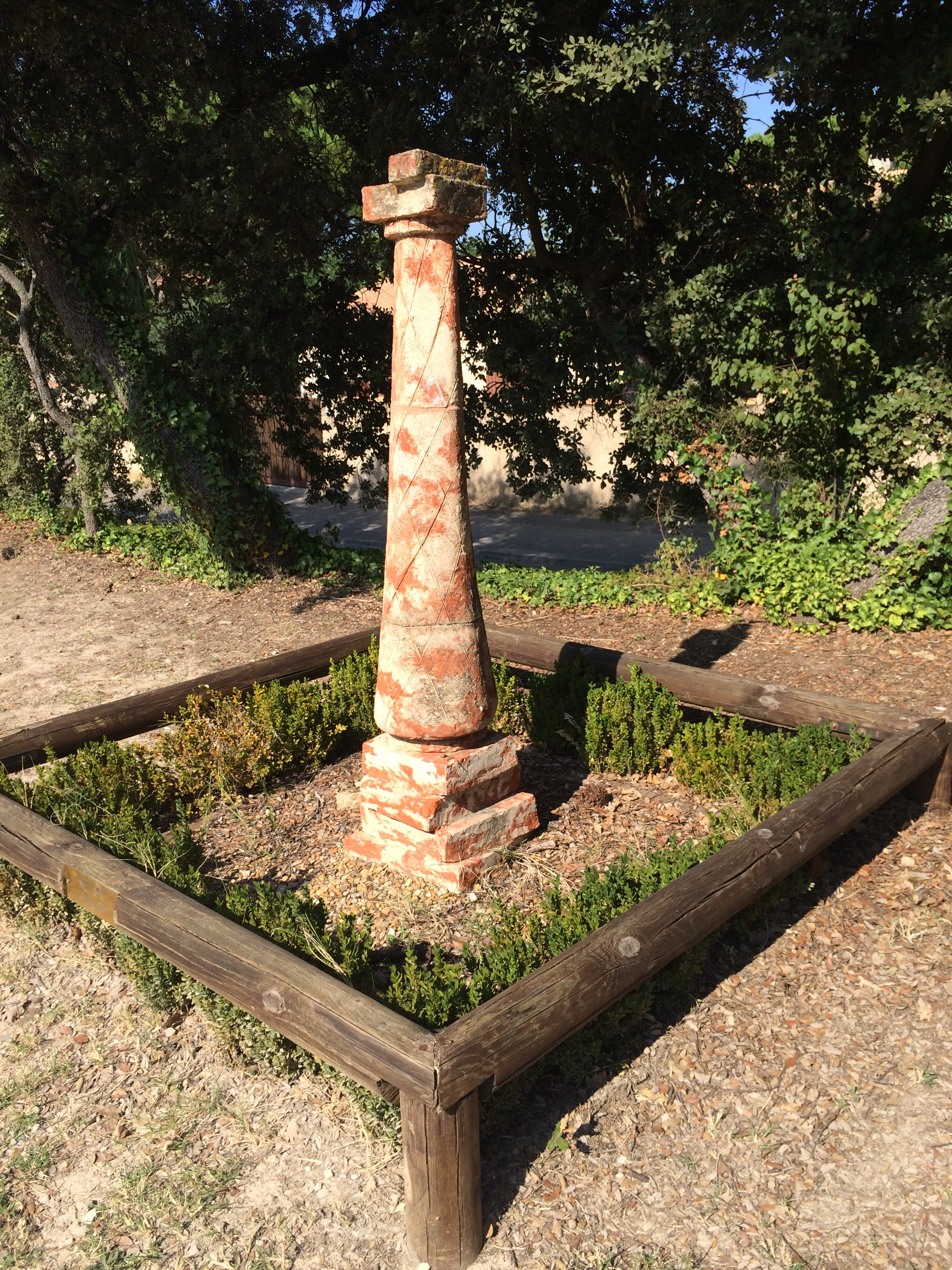
Balustrade, Stele, Keramik, 2005

- Skulptur „Schmerzensmann“, Maria Laach

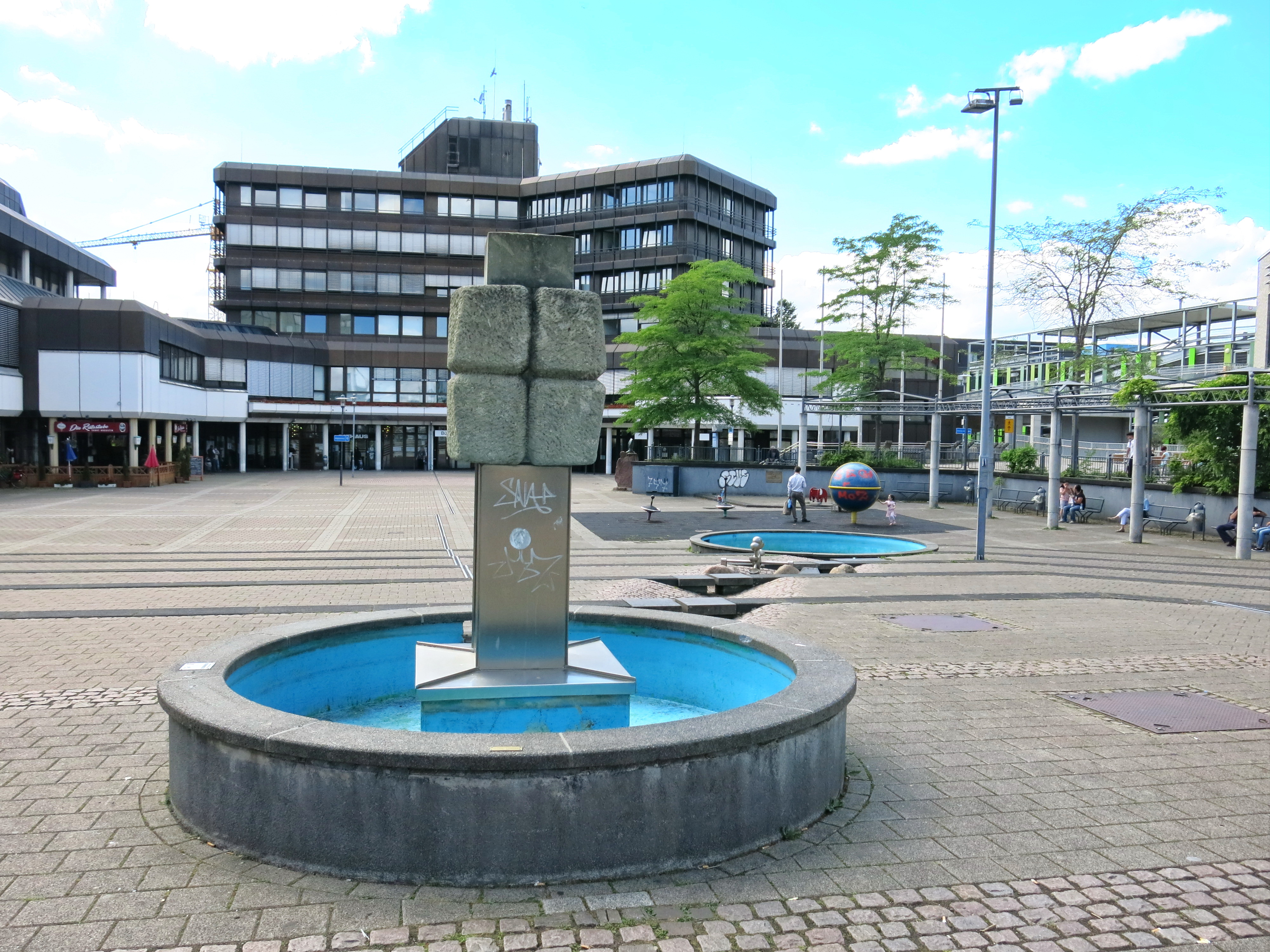
„Stadtstele“ in Sankt Augustin

- „Stadtstele“ in Sankt Augustin „Stadtstele“, Karl-Gatzweiler-Platz, Rathaus Sankt Augustin
- „Spielende Kinder“, Waldschule, Alfter-Witterschlick
- „Kriegsdenkmal“, Friedhof, Alfter-Witterschlick
- „Balustrade in Eisenguss“, Rochusstrasse, Bonn-Duisdorf
- „Balustrade“, Schenkungen aus dem Nachlass der Familie an die Gemeinde Taillades, Provence